# Friedrich von Faber
Friedrich Carl von Faber, född 1880 i Amsterdam, död 1954, var en tysk botaniker.
Friedrich von Faber studerade vid lantbrukshögskolan i Wageningen samt universiteten i Heidelberg och Leipzig och blev filosofie doktor i Heidelberg 1903. Efter förordnande som assistent vid tekniska högskolans botaniska institut i Stuttgart och vid agrikulturbotaniska försöksanstalten i München blev han vetenskaplig assistent vid biologiska riksanstalten för lantbruks- och skogsvetenskap i Dahlem, Berlin 1906. 1909–1930 var Faber direktör för Treublaboratoriet vid botaniska trädgården i Buitenzorg på Java, blev 1931 professor vid universitetet och direktör för växtfysiologiska institutet i Wien samt 1934 professor vid och direktör för botaniska institutionerna i München. Faber inrättade 1935 ett laboratorium för undersökning av alpina växter i Schachen nära Garmisch-Partenkirchen. Han var verksam vid flera områden inom den rena och den tillämpade botaniken. På Java undersökte han kaffeträdets livsvillkor, mangrovens fysiologi och ekologi, vegetationen i vulkankratrar samt sjukdomar hos tropikernas kulturväxter. Särskilt intresse tilldrog sig Fabers studier över via fröna nedärvd symbios mellan bakterier och vissa tropiska krappväxter. Faber utgav tredje upplagan av Andreas Franz Wilhelm Schimpers Pflanzengeographie auf physiologischer Grundlage (1935).